# Stare Gajdzie
Stare Gajdzie (niem. Alt Ballupönen, 1938–1945 Schanzenhöh) – osada w Polsce położona w województwie warmińsko-mazurskim, w powiecie gołdapskim, w gminie Banie Mazurskie.
W latach 1975–1998 miejscowość należała administracyjnie do województwa suwalskiego.